# Tonganoxie
Tonganoxie és una població dels Estats Units a l'estat de Kansas. Segons el cens del 2000 tenia 2.728 habitants.

## Demografia
Segons el cens del 2000, Tonganoxie tenia 2.728 habitants, 999 habitatges, i 737 famílies. La densitat de població era de 335,4 habitants/km².
Dels 999 habitatges en un 42% hi vivien nens de menys de 18 anys, en un 57,6% hi vivien parelles casades, en un 11,8% dones solteres, i en un 26,2% no eren unitats familiars. En el 22,9% dels habitatges hi vivien persones soles l'11,6% de les quals corresponia a persones de 65 anys o més que vivien soles. El nombre mitjà de persones vivint en cada habitatge era de 2,65 i el nombre mitjà de persones que vivien en cada família era de 3,13.
Per edats la població es repartia de la següent manera: un 30% tenia menys de 18 anys, un 9,5% entre 18 i 24, un 30% entre 25 i 44, un 17,1% de 45 a 60 i un 13,4% 65 anys o més.
L'edat mediana era de 32 anys. Per cada 100 dones de 18 o més anys hi havia 87,9 homes.
La renda mediana per habitatge era de 44.278 $ i la renda mediana per família de 49.960 $. Els homes tenien una renda mediana de 37.301 $ mentre que les dones 24.028 $. La renda per capita de la població era de 18.026 $. Entorn del 4,5% de les famílies i el 6% de la població estaven per davall del llindar de pobresa.

## Poblacions més properes
El següent diagrama mostra les poblacions més properes.